# Horní Újezd (Svitavyi járás)
Horní Újezd település Csehországban, a Svitavyi járásban. Horní Újezd Dolní Újezd, Lubná, Sebranice, Poříčí u Litomyšle és Desná településekkel határos. Lakosainak száma 420 fő (2024. január 1.).

## Népesség
A település lakosságának változását az alábbi diagram mutatja:
| Lakosok száma | 991  | 898  | 823  | 606  | 478  | 437  | 423  | 405  | 392  | 420  |
|               | 1869 | 1890 | 1921 | 1950 | 1980 | 2001 | 2017 | 2019 | 2022 | 2024 |